# Stjärntagging
Stjärntagging (Asterodon ferruginosus) är en svampart som beskrevs av Pat. 1894. Stjärntagging ingår i släktet Asterodon och familjen Hymenochaetaceae.  Arten är reproducerande i Sverige. Inga underarter finns listade i Catalogue of Life.